# Gloeocorticium cinerascens
Gloeocorticium là một chi của nấm thuộc Cyphellaceae. Chi này chỉ có một đại diện, gồm một loài Gloeocorticium cinerascens, được tìm thấy ở Argentina.